# Gerhard Thiele
Gerhard Paul Julius Thiele (Heidenheim an der Brenz, 2 settembre 1953) è un ex astronauta e fisico tedesco.

## Biografia
Thiele è nato nel Baden-Württemberg nel distretto governativo di Stoccarda, è sposato ed ha quattro figli. Nel 1985 ha conseguito un dottorato in fisica dell’ambiente.
Nel 1972 si è arruolato volontariamente nella Bundeswehr (forza di difesa federale tedesca).
Nel 1988 è stato selezionato nel gruppo degli astronauti tedeschi ed ha iniziato l'addestramento presso il DLR. Nel 1996 ha seguito l'addestramento alla NASA. Nell'agosto del 1998 è entrato nel gruppo degli astronauti europei. Ha volato con la missione STS-99 del programma Space Shuttle del febbraio 2000.
Nel 2004 è stato la riserva di André Kuipers (partito con la missione Soyuz TMA-4 e rientrato con la Soyuz TMA-3).